# فيليبي روز
فيليبي روز (بالإنجليزية: Felipe Rose)‏ هو مغني أمريكي، ولد في 12 يناير 1954 في نيويورك في الولايات المتحدة.

## وصلات خارجية
- الموقع الرسمي
- فيليبي روز على موقع IMDb (الإنجليزية)
- فيليبي روز على موقع ميوزك برينز (الإنجليزية)
- فيليبي روز على موقع أول ميوزيك (الإنجليزية)
- فيليبي روز على موقع ديسكوغز (الإنجليزية)
- فيليبي روز على موقع قاعدة بيانات الفيلم (الإنجليزية)